# Joseph Kolkovich
Joseph Kolkovich (* 14. März 1957 in Prešov, Tschechoslowakei als Jozef Kolkovič) ist ein slowakischer Komponist und Musiker.
Er studierte am Konservatorium in Bratislava und an der Hochschule für Musische Künste Bratislava (VŠMU) Komposition bei Andrej Očenáš, Jozef Sixta und Dezider Kardoš.
Klassisch ausgebildet, lag sein Hauptinteresse jedoch lange Zeit im „Progressive Rock“. Als Bass- und Keyboardspieler trat er mit verschiedenen Bands in der Slowakei und später in San Diego und Los Angeles auf. Nach mehr als einem Jahrzehnt kompositorischer Tätigkeit ausschließlich im Bereich Rock- und Popmusik wandte sich Joseph Kolkovich in den 90er Jahren wieder mehr und mehr der klassischen Musik zu. Seine Kompositionen, zunächst atonal und stark beeinflusst von der Polnischen Schule (Lutosławski, Penderecki) und György Ligeti, öffneten sich später, vermehrt Konsonanzen einschließend, Einflüssen der Postmoderne. So wie sich seine Kompositionen jeglicher Kategorisierung entziehen, schließt auch sein Werk unterschiedlichste Genres bis hin zu Soundtracks für Computerspiele, TV-Shows und Filme ein. Orchesterwerke von Joseph Kolkovich wurden auch in Deutschland uraufgeführt. In Zusammenarbeit mit dem Sinfonieorchester Wuppertal entstand „Musings on the Nature of Paradise“. Kammermusikwerke sind bereits bei verschiedenen Labels eingespielt worden. Joseph Kolkovichs Streichtrio "Seven Faces of the World" wurde 2009 mt dem "Lee Ettelson Composer Award" ausgezeichnet.

## Werke
Orchesterwerke
- „Musings on the Nature of Paradise“. UA: Sinfonieorchester Wuppertal
- „Andante-Allegro“
- „Arboretum I“
- Concerto for piano, strings and timpani

Kammermusik
- „Nine Preludes“ for piano
- „Silent Tears of Fathers“ für fünf Kontrabässe
- „Nostalgia“ für Klaviertrio
- „Time and Distance“ für Violoncello
- „Seven Faces of the World“. Streichtrio UA: neues wuppertaler streichtrio